# Осинцевское
Осинцевское — село в Свердловской области России, входит в Ирбитское муниципальное образование. В окрестностях села расположен Ирбитский государственный охотничий заказник.

## Географическое положение
Село Осинцевское муниципального образования «Ирбитское муниципальное образование» расположено в 37 километрах (по автотрассе в 46 километрах) к западу-юго-западу от города Ирбит, на левом берегу реки Бобровка (левого притока реки Ирбит), ниже устья левого притока реки Камышка. В окрестностях села расположен Ирбитский государственный охотничий заказник. Через село проходит автотрасса Артёмовский — Ирбит. Местность открытая, низменная, окружённая со всех сторон болотами и потому неблагоприятная для здоровья жителей. Почва преимущественно глинистая.

## История села
Название поселения произошло от близлежащего Осинового болота.
До 1884 года село Осинцевское состояло в приходе сначала села Белослудского, а затем села Скородумского. Главным занятием было хлебопашество.
На Ирбитской ярмарке продавались верёвки и канаты, производимые из местной конопли.

## Николаевская церковь
В 1876 году была заложена каменная, однопрестольная церковь, которая была освящена в честь святого Николая, архиепископа Мирликийского в 1884 году. Для помещения причта имелись 3 общественных дома.
Церковь была закрыта в 1930 году, а в советское время снесена. В 1885—1892 годах священником служил Платон Горных.

## Школа
В 1893 году была организована смешанная церковно-приходская школа, которая помещалась в здании церковно-приходского попечительства.

## Население
В 1901 году в своём составе село насчитывало 1380 душ обоего пола. Все русские, исповедания православного; раскольников и сектантов не было.
| 2002 | 2010 | 2021 |
| ---- | ---- | ---- |
| 483  | ↘402 | ↘332 |